# Chicago Bulls 1987-1988
La stagione 1987-88 dei Chicago Bulls fu la 22ª nella NBA per la franchigia.
I Chicago Bulls arrivarono secondi nella Central Division della Eastern Conference con un record di 50-32. Nei play-off vinsero il primo turno con i Cleveland Cavaliers (3-2), perdendo poi la semifinale di conference con i Detroit Pistons (4-1).

## Roster
| N° | Naz.                   | Ruolo | Sportivo          | Anno | Alt. | Peso |
| -- | ---------------------- | ----- | ----------------- | ---- | ---- | ---- |
| 2  | Stati Uniti (bandiera) | G     | Rory Sparrow      | 1958 | 188  | 79   |
| 3  | Stati Uniti (bandiera) | G     | Sedale Threatt    | 1961 | 188  | 79   |
| 5  | Stati Uniti (bandiera) | G     | John Paxson       | 1960 | 188  | 84   |
| 6  | Stati Uniti (bandiera) | AC    | Brad Sellers      | 1962 | 213  | 95   |
| 11 | Stati Uniti (bandiera) | G     | Sam Vincent       | 1963 | 188  | 84   |
| 11 | Stati Uniti (bandiera) | G     | Tony White        | 1965 | 188  | 77   |
| 17 | Stati Uniti (bandiera) | AC    | Mike Brown        | 1963 | 206  | 117  |
| 21 | Stati Uniti (bandiera) | GA    | Elston Turner     | 1959 | 196  | 86   |
| 23 | Stati Uniti (bandiera) | G     | Michael Jordan    | 1963 | 198  | 88   |
| 31 | Stati Uniti (bandiera) | C     | Granville Waiters | 1961 | 211  | 102  |
| 33 | Stati Uniti (bandiera) | GA    | Scottie Pippen    | 1965 | 203  | 95   |
| 34 | Stati Uniti (bandiera) | C     | Charles Oakley    | 1963 | 203  | 102  |
| 40 | Stati Uniti (bandiera) | C     | Dave Corzine      | 1956 | 211  | 113  |
| 53 | Stati Uniti (bandiera) | C     | Artis Gilmore     | 1949 | 218  | 109  |
| 54 | Stati Uniti (bandiera) | AC    | Horace Grant      | 1965 | 208  | 98   |

## Staff tecnico
- Allenatore: Doug Collins
- Vice-allenatori: Johnny Bach, Phil Jackson, Tex Winter
- Preparatore atletico: Mark Pfeil